# 韦泽诺布尔
韦泽诺布尔（法語：Vézénobres，法語發音：[vezenɔbʁ]）是法国加尔省的一个市镇，位于该省中北部，属于阿莱斯区。

## 地理
韦泽诺布尔（44°3'11"N, 4°8'11"E）面积17.07 平方千米，位于法国奧克西塔尼大區加尔省，该省份为法国南部沿海省份，南端濒地中海，北起顺时针与阿尔代什省、沃克吕兹省、罗讷河口省、埃罗省、阿韦龙省和洛泽尔省接壤。
与韦泽诺布尔接壤的市镇（或旧市镇、城区）包括：内尔、卡萨尼奥勒、多镇、马蒂尼亚尔格、里博特-莱塔韦尔讷、圣克里斯托尔-莱萨莱斯、圣伊莱尔-德布雷特马斯。

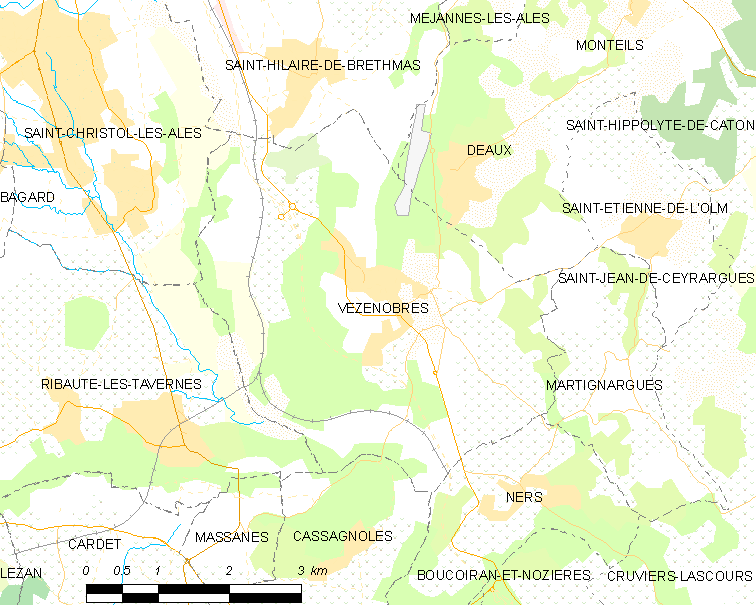
韦泽诺布尔的OSM定位图

韦泽诺布尔的时区为UTC+01:00、UTC+02:00（夏令时）。

## 行政
韦泽诺布尔的邮政编码为30360，INSEE市镇编码为30348。

## 政治
韦泽诺布尔所属的省级选区为阿莱斯第三县。

## 人口

1962-2008年间韦泽诺布尔人口变化图示

韦泽诺布尔于2022年1月1日时的人口数量为1839人。